# Pastinachus sephen
Pastinachus sephen és una espècie de rajada de la família dels dasiàtids, que viu a la conca Indo-Pacífica i que ocasionalment pot viure en hàbitats d'aigua dolça.

## Taxonomia
De vegades aquesta espècie és inclosa dins dels gèneres Dasyatis o Hypolophus (un sinònim obsolet de Pastinachus).

## Morfologia

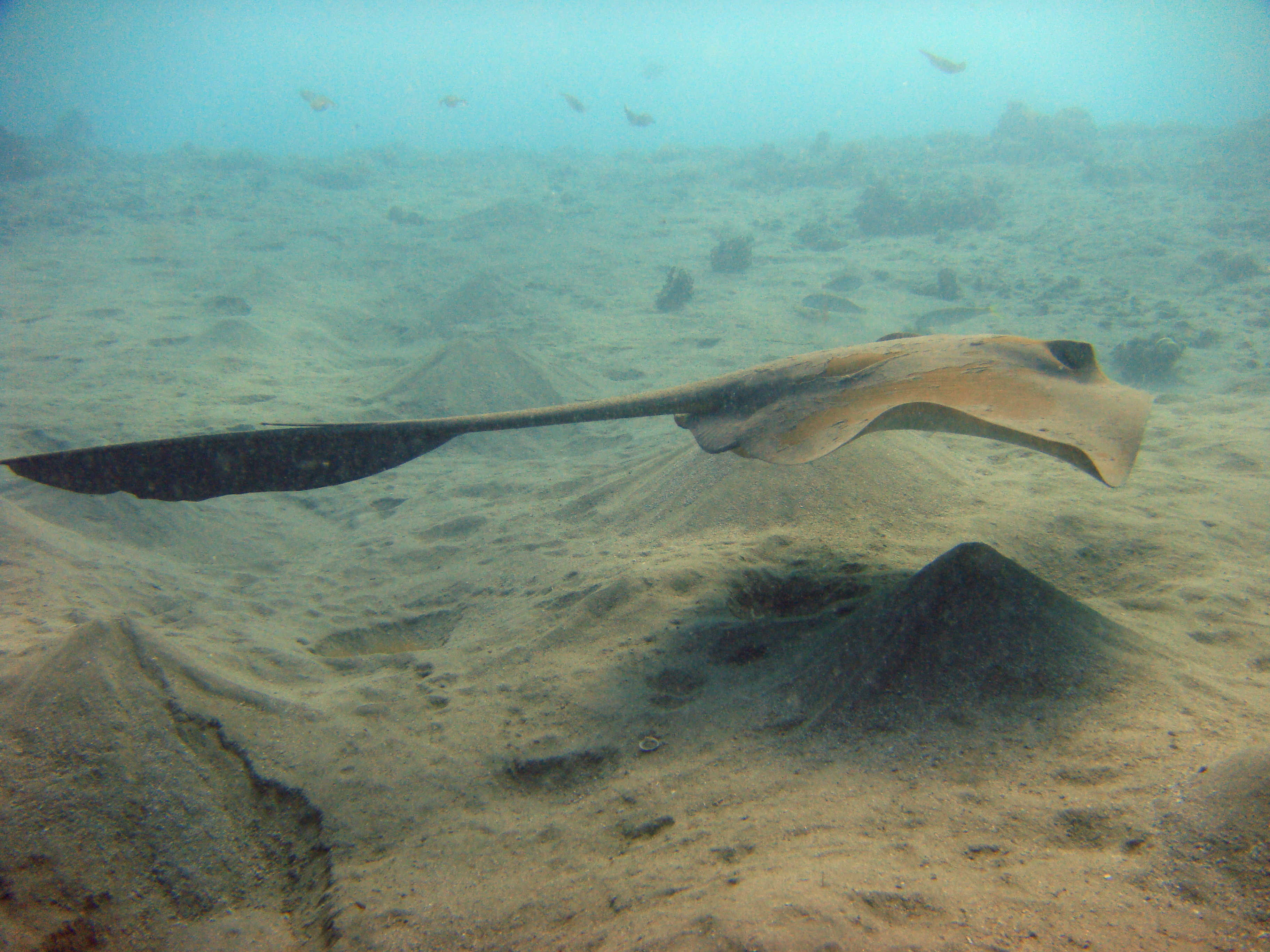
Un individu del que podem observar clarament el plec ventral de la seva cua.

La característica més distintiva d'aquesta espècie és el gran plec ventral de la seva cua, el qual és especialment prominent quan neda. L'aleta pectoral d'aquesta espècie és molt gruixuda, amb un marge anterior gairebé recte i els vèrtexs arrodonits, i mesura entre 1,1 i 1,3 vegades més de llarg que d'ample. El musell és arrodonit i rom. Els ulls són molt petits i estan molt separats. La boca és estreta, i té 20 files de dents hexagonals de copa alta en cada mandíbula i cinc papil·les al fons. La cua és de base àmplia, amb una punta filamentosa i un fibló verinós situat al darrere de les aletes pelvianes. A la part superior de la cua no tenen cap plec, mentre que el plec ventral inferior fa entre 2 i 3 vegades l'alçada de la cua, encara que sense arribar a l'extrem.
La superfície del seu cos està coberta per unes escames placoidees que s'estenen des de prop de l'extrem de la boca fins a la part superior de la cua, amb l'excepció dels marges exteriors del cos. Els nounats són completament llisos, encara que desenvolupen ràpidament les escates després del naixement. Els joves tenen 4 tubercles circulars al mig del cos, els quals sovint no es distingeixen en els adults. La seva coloració és d'un color uniforme que va del marró grisenc fins al negre a la part superior i principalment blanca a la part inferior. El plec de la cua i el seu extrem són de color negre. Poden arribar a assolir fins a 3 metres de llarg i 1,8 metres d'ample, i un pes de fins a 250 quilograms.

## Distribució i hàbitat
Les seves poblacions s'estenen arreu de les aigües tropicals de la conca Indo-Pacífica, des de Sud-àfrica i la mar Roja fins al Japó i Austràlia, incloent-hi Melanèsia i Micronèsia. Són peixos migratoris que se sap que s'introdueixen als estuaris i als rius. Aquesta espècie és l'espècie de rajada més comunament vista en aigua dolça dels sud-est asiàtic. Fins i tot, hi ha un registre d'un individu vist al riu Ganges a uns 2.200 km del mar. Generalment se les troba en fons sorrencs prop de les costes o en esculls de corall en profunditats de fins a 60 metres.

## Ecologia

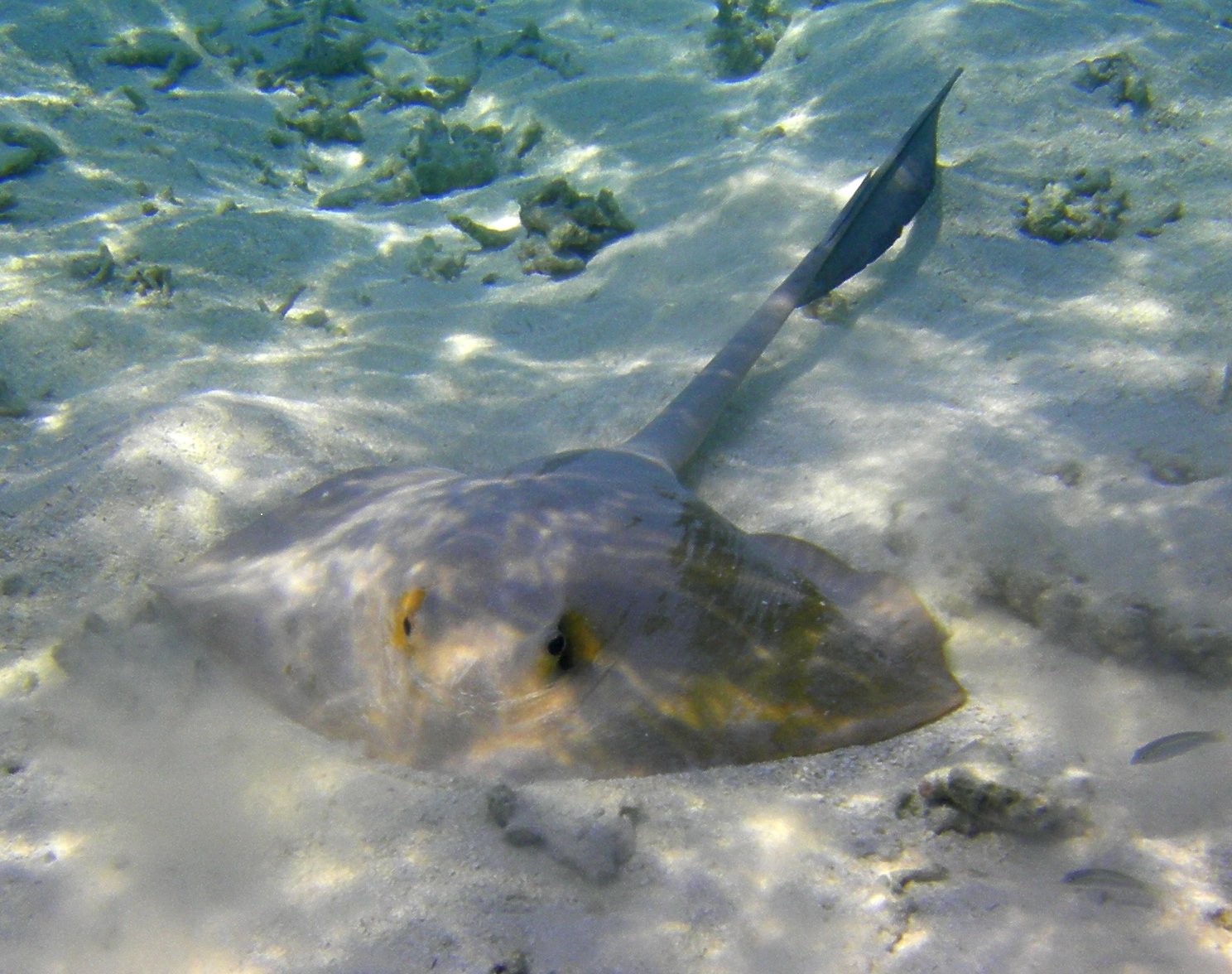
Un individu fotografiat en un fons marí sorrenc.

Els individus d'aquesta espècie són recol·lectors solitaris d'aliment, que menjen peixos ossis (inclosos leiognàtids, Nemipterus i alguns peixos plans), crustacis, poliquets, sipúnculs i mol·luscs. Per contra és presa de diverses espècies de tauró martell i carcarínid, així com del dofí mular indo pacífic (Tursiops aduncus). Quan se senten amenaçades fugen mantenint un angle de 45° amb el predador, una trajectòria que els permet maximitzar la distància recorreguda, alhora que manté al predador dins del seu camp de visió.
Com altres rajades, la seva reproducció és ovovivípara. Durant el desenvolupament tardà de l'embrió, aquest és sostingut per mitjà de llet uterina proporcionada per òrgans especialitzats. Les femelles donen a llum cris que fan uns 18 centímetres d'ample o més. De vegades els adults són acompanyats per remores o caràngids. Alguns dels seus paràsits coneguts són les espècies Dendromonocotyle ardea, Decacotyle tetrakordyle i Pterobdella amara.
Algunes observacions a Shark Bay, Austràlia, mostren que aquesta espècie s'introdueix durant la plenamar en fons sorrencs poc profunds per descansar un mínim de 4 hores. Sovint formen petits grups quan descansen, especialment quan la visibilitat és pobre com el cas d'aigües tèrboles o sota condicions de lluminositat baixa. Aquests petits grups estan generalment formats per 3 individus (els grups més grans, de fins a 9 individus, són estranys), disposats en formació de roseta amb les cues cap a fora. Aquest sembla un comportament anti-predador, atès que l'estreta formació circular els permet veure depredadors que s'apropin des de qualsevol direcció. Aquesta formació els permet també orientar les seves cues, que contenen uns mecanoreceptors que suposen un sistema d'alarma secundari, cap a potencials amenaces. En cas de ser necessari, els membres del grup fugen ordenadament, per tal de disminuir l'habilitat del predador de triar qualsevol individu. Aquesta espècie sol preferir formar grups mixtos d'espècies juntament amb l'espècie Himantura uarnak, atès que aquesta detecta millor possibles depredadors gràcies a tenir una cua més llarga.

## Estat de conservació
Aquesta espècie és objecte de pesca com a font d'obtenció de shagreen (una mena de cuir) d'alta qualitat. Per aquesta raó les seves poblacions es troben sota amenaça d'una forta explotació.

## Relacions amb els humans

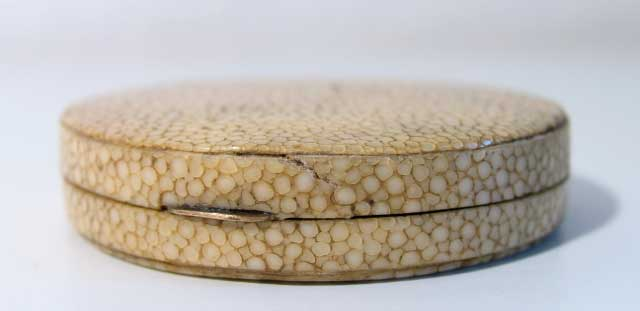
Caixa rodona antiga coberta de galuchat'.

L'espina dorsal serrada d'aquesta espècie és potencialment perillosa, atès que és capaç d'alçar la seva cua per atacar algú que l'agafi pel davant. De petites a moderades quantitats d'individus d'aquesta espècie, són capturades per la pesca d'arrossegament i venuda la seva carn, arreu de la seva àrea de distribució geogràfica. La seva pell dura s'utilitza per polir fusta. Aquesta espècie és la principal font de shagreen o galuchat, un tipus de cuir, per la qual ha estat valorada des dels temps antics, degut a la gran mida i la disposició regular dels seus tubercles dorsals (anomenats "perles" en el comerç pel seu aspecte nacrat després de ser fregats, i d'aqui el seu antic nom de "rajada perlada").
L'esclat del comerç internacional de shagreen durant la dècada del 1990, amb l'ús d'aquesta matèria per confeccionar molts accessoris de moda que van des de carteres fins a plomes de fantasia, ha donat lloc a una enorme quantitat de captures d'individus al sud-est asiàtic. Atès que són animals de llarga vida i reproducció lenta, es tem que aquesta explotació no regulada sigui insostenible i condueixi a un col·lapse de la seva població.